# Kerava
Kerava este o comună din Finlanda.